# Libianca
Libianca Kenzonkinboum Fonji (* 2001 in Minneapolis, Minnesota) ist eine US-amerikanisch-kamerunische Sängerin, die dem Genre Afrobeats zuzuordnen ist.

## Leben
Libianca Fonji wurde 2001 in Minneapolis, Minnesota geboren. Mit vier Jahren zog sie mit ihrer Familie nach Kamerun, da ihre Mutter als illegale Einwanderin in den Vereinigten Staaten mit Deportation bedroht wurde. Fonji sprach in diesem Zusammenhang von einem Kulturschock und fühlte sich in Kamerun isoliert. Sie begann sich sehr für Musik zu interessieren und lernte zunächst Klavier und anschließend Gitarre. Zudem nahm sie Gesangsunterricht.
Mit 15 Jahren wurde sie von einem Label gesignt. Sie kehrte später zurück in die Vereinigten Staaten und nahm 2021 an The Voice USA teil. Ihr Coach war der Country-Sänger Blake Shelton. Dort erreichte sie die Top 20 mit Coverversionen von SZA (Good Days), The Weeknd (Save Your Tears), Billie Eilish (Everything I Wanted) und Doja Cat (Woman). Großes Lob erhielt sie vor allem von Ariana Grande.
Nach der Teilnahme wurde sie von 5K Records (Sony Music) unter Vertrag genommen. Nach einigen Singles veröffentlichte sie mit People (Check on Me) ihren Durchbruch. Das Lied handelt von ihren eigenen Depressions-Erfahrungen. Sie wurde mit Zyklothymia diagnostiziert, einer Art bipolaren Störung, jedoch mit hypomanischen statt manischen Phasen. Produziert wurde der Afrobeat-Track, der im Midtempo gehalten ist, von Mage the Producer und JAE5. Das Musikvideo wurde von Ceojay gedreht. Es erreichte Chartplatzierungen auf der ganzen Welt und wurde in einem Land mit einer Goldenen Schallplatte und in neun Ländern mit Platin, bzw. Multiplatin ausgezeichnet.

## Diskografie
Singles
- 2019: Level
- 2020: My Place
- 2020: Revenge
- 2021: Thank You
- 2021: Special Lovin’
- 2021: Everything I Wanted
- 2022: Woman
- 2022: People
- 2023: I Wish (Jae5 feat. Libianca)

## Auszeichnungen für Musikverkäufe
| Goldene Schallplatte - Spanien - 2024: für die Single People Platin-Schallplatte - Australien - 2023: für die Single People - Belgien - 2023: für die Single People - Dänemark - 2023: für die Single People - Kanada - 2023: für die Single People - Polen - 2024: für die Single People - Portugal - 2023: für die Single People | 2× Platin-Schallplatte - Niederlande - 2023: für die Single People 4× Platin-Schallplatte - Neuseeland - 2025: für die Single People Diamantene Schallplatte - Frankreich - 2024: für die Single People |

Anmerkung: Auszeichnungen in Ländern aus den Charttabellen bzw. Chartboxen sind in ebendiesen zu finden.
| Land/RegionAuszeichnungen für Musikverkäufe (Land/Region, Auszeichnungen, Verkäufe, Quellen) | Gold     | Platin       | Diamant  | Verkäufe  | Quellen             |
| -------------------------------------------------------------------------------------------- | -------- | ------------ | -------- | --------- | ------------------- |
| Australien (ARIA)                                                                            | —        | Platin1      | —        | 70.000    | aria.com.au         |
| Belgien (BRMA)                                                                               | —        | Platin1      | —        | 40.000    | ultratop.be         |
| Dänemark (IFPI)                                                                              | —        | Platin1      | —        | 90.000    | ifpi.dk             |
| Frankreich (SNEP)                                                                            | —        | —            | Diamant1 | 333.333   | snepmusique.com     |
| Kanada (MC)                                                                                  | —        | Platin1      | —        | 80.000    | musiccanada.com     |
| Neuseeland (RMNZ)                                                                            | —        | 4× Platin4   | —        | 120.000   | radioscope.co.nz    |
| Niederlande (NVPI)                                                                           | —        | 2× Platin2   | —        | 160.000   | nvpi.nl             |
| Österreich (IFPI)                                                                            | Gold1    | —            | —        | 15.000    | ifpi.at             |
| Polen (ZPAV)                                                                                 | —        | Platin1      | —        | 50.000    | olis.pl             |
| Portugal (AFP)                                                                               | —        | Platin1      | —        | 10.000    | Einzelnachweise     |
| Schweiz (IFPI)                                                                               | —        | 2× Platin2   | —        | 40.000    | hitparade.ch        |
| Spanien (Promusicae)                                                                         | Gold1    | —            | —        | 30.000    | elportaldemusica.es |
| Vereinigte Staaten (RIAA)                                                                    | —        | Platin1      | —        | 1.000.000 | riaa.com            |
| Vereinigtes Königreich (BPI)                                                                 | —        | 2× Platin2   | —        | 1.200.000 | bpi.co.uk           |
| Insgesamt                                                                                    | 2× Gold2 | 17× Platin17 | Diamant1 |           |                     |